# Lotár
A Lotár germán eredetű férfinév, jelentése: hangos, híres + nép, sereg.

## Gyakorisága
Az 1990-es években szórványos név, a 2000-es években nem szerepel a 100 leggyakoribb férfinév között.

## Névnapok
- január 27.[2]
- április 7.[2]
- június 15.[2]
- december 30.[2]

## Híres Lotárok
- I. Lothár frank király, római császár
- Lothár itáliai király (947-950)
- Lothár nyugati frank (francia) király (954-986)
- Lothar Matthäus, német labdarúgó, majd edző, a magyar válogatott volt szövetségi kapitánya